# Terre sauvage
Pour le lieu fictif créé par Marvel Comics, voir Terre sauvage (comics).
Terre sauvage  est un magazine mensuel français grand public consacré à la nature et à la vie sauvage fondé en 1986. La photo et le reportage y tiennent une place essentielle, ainsi que les valeurs écologistes de protection de la nature.
Périodiquement des concours photographiques sont lancés par le magazine. Chaque année, la bourse Iris-Terre Sauvage récompense deux jeunes photographes de nature de moins de 30 ans pour qu’ils puissent réaliser un reportage qui est ensuite publié dans Terre Sauvage. Cette bourse est réalisée avec le soutien de la Fondation Iris. 
Terre Sauvage organise aussi chaque année, avec l'Office national des forêts, le concours de l'Arbre de l'année. Ce concours est organisé en partenariat avec l'association A.R.B.R.E.S, la Ligue pour la protection des oiseaux (LPO), Île de France Nature et Ushuaïa TV. Ce concours, organisé depuis 2011, récompense les plus beaux arbres du patrimoine naturel français. L'arbre élu chaque année participe ensuite, comme représentant de la France, au concours de l'Arbre européen de l'année.
Depuis 2021 se tient également le Terre Sauvage Festival. Situé à Névache et dans la vallée de la Clarée (Hautes-Alpes), cet événement convivial et festif se donne pour objectif d'éveiller les consciences à la beauté et la fragilité de la nature. Causeries, ateliers, spectacles au grand air sont programmés pour célébrer l'art et la nature. La prochaine édition du Terre Sauvage Festival se déroulera en juillet 2026. 
En juin 2024, Terre Sauvage, jusqu'alors propriété des Éditions Milan, est racheté au groupe Bayard par Terre & Fils Investissement, la société d'investissement de Jean-Sébastien Decaux.

## Rubriques
Chaque mois, le magazine Terre Sauvage fait la part belle à l'image et au grand reportage avec les rubriques phares de la rédaction :
- Dossier, un grand format approfondi d'une vingtaine de pages sur un thème précis et/ou une destination particulière ;
- Portrait d'une personnalité en lien avec les voyages et la nature ;
- Portfolio, qui expose le travail d'un photographe de nature de renom ou de la nouvelle garde ;
- Force du vivant, sur la faune et la flore étonnante à travers le monde ;
- Conservation, en lien avec les politiques de préservation de la biodiversité ;
- Peuples et nature, qui met en lumière les rapports entre l'humain et la nature ;
- Voyage : une idée de destination pour un prochain séjour en France ou à l'étranger ;
- Carnet de saison, qui invite à la contemplation de la nature environnante, à deux pas de chez soi. 

## Contributions régulières
Depuis ses débuts en 1986, Terre Sauvage met en avant le travail de photographes de nature connus et reconnus à travers le monde, parmi lesquels Vincent Munier, Jérémie Villet, Christophe Sidamon-Pesson, Stefano Unterhiner, Olivier Grunewald, Laurent Geslin, Louis-Marie Préau...  Le magazine participe aussi activement à la découverte de nouveaux talents, notamment à travers la Bourse Iris - Terre Sauvage, qui récompense chaque année deux jeunes photographes de nature de moins de 30 ans.